# Hlavice
Hlavice é uma comuna checa localizada na região de Liberec, distrito de Liberec‎.